# Ciencia abierta

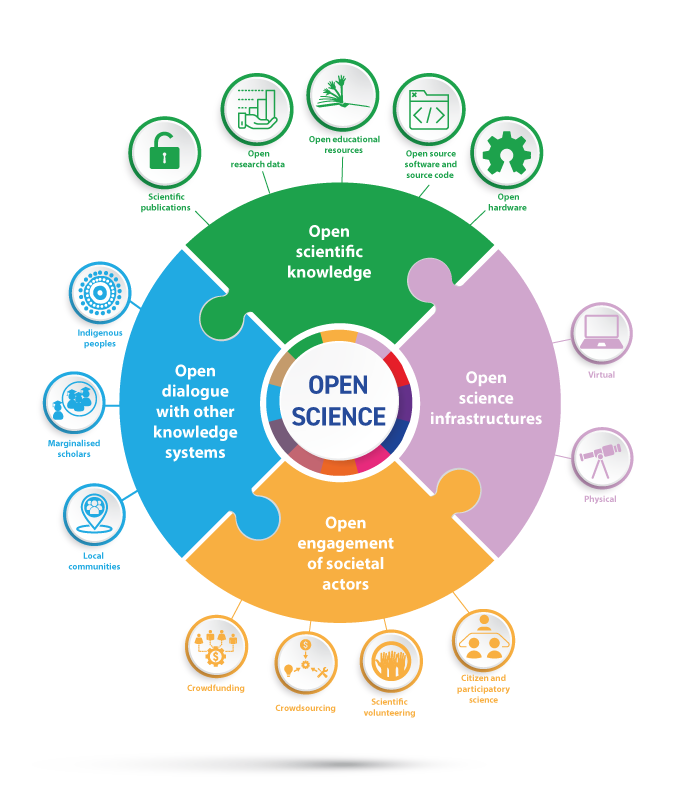
Pilares de la ciencia abierta, UNESCO (2021)

La ciencia abierta (en inglés: open science) es el movimiento que promueve el acceso abierto a la investigación científica, incluidas las publicaciones, los datos, metodología, código, entre otros, de manera que éstos sean accesibles a todos los niveles de la sociedad, tanto para aficionados como para profesionales, especialmente de aquel conocimiento científico generado con fondos públicos. Así mismo, la ciencia abierta señala la importancia de repensar y transformar distintos aspectos fundamentales en la construcción de conocimiento científico, tales como la evaluación científica, las infraestructuras, la accesibilidad al público, la colaboración entre científicos y la distribución democrática del conocimiento científico. Por otra parte, la iniciativa de ciencia abierta considera la conveniencia de la incorporación de experiencias no científicas en el proceso de construcción de conocimiento mediante proyectos de ciencia ciudadana.

## Historia

### Antes de las revistas científicas
Antes de la llegada de las revistas científicas, los científicos tenían poco que ganar y mucho que perder al dar a conocer sus descubrimientos. Muchos científicos, por ejemplo Galileo Galilei, Johannes Kepler, Isaac Newton, Christiaan Huygens y Robert Hooke, reclamaban sus descubrimientos, describiéndolos en documentos codificados en anagramas o cyphers y luego distribuían el texto codificado. Su intención era desarrollar su descubrimiento en algo de lo que podrían beneficiarse y hasta entonces no lo revelaban como suyo propio.[cita requerida]
El sistema de ocultar los descubrimientos causó problemas porque significaba que éstos no fueron compartidos con rapidez y que a veces era difícil para el descubridor probar su autoría. Tanto Isaac Newton como Gottfried Leibniz reivindicaron la autoría en el descubrimiento del cálculo. La explicación de Newton era que él escribió sobre el cálculo entre los años 1660 y 1670, pero nunca se publicaron hasta 1693; en cambio, Leibniz publicó un tratado sobre el cálculo en 1684. Los debates sobre las autorías son inherentes a sistemas en los que la ciencia no se publicaba abiertamente y esto fue un problema para los científicos que querían beneficiarse de su autoría.[cita requerida]
Estos casos son representativos de un sistema de mecenazgo aristocrático en el que los científicos recibían financiamiento para desarrollar de forma inmediata cosas útiles o cosas para entretener. En este sentido, los científicos daban prestigio a sus mecenas de la misma manera que lo hicieron los artistas, escritores, arquitectos y filósofos. Por ello, los científicos estaban bajo presión para satisfacer los deseos de sus mecenas.[cita requerida]

### Aparición de las academias y revistas científicas
Finalmente, el sistema de mecenazgo individual dejó de proporcionar la producción científica que la sociedad comenzaba a exigir. Los mecenas individuales no podían financiar suficientemente a los científicos, quienes tenían carreras inestables y necesitaban financiación regular. [cita requerida]
Lo que cambió esto fue la tendencia de poner en común la investigación por múltiples científicos en una academia financiada por múltiples usuarios: en 1660 Inglaterra estableció la Royal Society y en 1666 los franceses establecieron la Academia Francesa de las Ciencias. Entre los años 1660 y 1793, los gobiernos le dieron reconocimiento oficial a otras 70 organizaciones científicas modeladas posteriormente a partir de esas dos academias. [cita requerida]
En 1665 Henry Oldenburg se convirtió en el editor de la primera revista científica Philosophical Transactions de la Royal Society, que fue la primera revista académica dedicada a la ciencia y la base para el crecimiento de la publicación científica. En 1699 se registraban unas 30 revistas científicas y hacia 1790 llegaban a 1052. Desde entonces, la publicación de revistas científica se ha expandido a tasas aún mayores. [cita requerida]

### Colaboración entre academias
En la actualidad, muchas academias tienen investigadores que presionan a universidades públicas e instituciones de investigación para participar en el desarrollo tecnológico, a través de esta posibilidad de compartir investigaciones y recursos.
Algunos productos de investigación tienen el potencial de generar ingresos comerciales y, en la esperanza de capitalizar estos productos, muchas instituciones no dan acceso libre a dicha información y tecnología, lo que propiciaría avances científicos en general.[cita requerida]

### Historia del término
Si bien Steve Mann asegura haber sido él quien acuñó el término inglés Open Science ("ciencia abierta") en 1998 (año en el que también creó el nombre de los dominios openscience.com y openscience.org, que vendió a degruyter.com en 2011), en realidad fue Daryl E. Chubin quien lo usó por primera vez en su ensayo "Open Science and Closed Science: Tradeoffs in a Democracy" ["La ciencia abierta y la ciencia cerrada: ventajas y desventajas en una democracia"] al referirse a las normas hoy vigentes. El ensayo de Chubin fue básicamente una nueva revisión de la propuesta que presentó Robert K. Merton en 1942 de lo que ahora se conoce como las normas de Merton (también abreviadas en inglés como "normas CUDO") para las prácticas y modos de comunicación ideales de las ciencias (comunismo, universalismo, desinterés y escepticismo organizado). El término se usaba ocasionalmente en los setenta y en los ochenta en varios programas académicos para aludir a diferentes asuntos, pero es evidente que Steve Mann no merece el crédito de haber inventado este término o el movimiento que condujo a su adopción.

## Manual de la capacitación para la ciencia abierta
En el año 2018, catorce autores especialistas en el área se reunieron en Hannover para crear un manual para la formación en ciencia abierta (que puede descargarse sin costo aquí) con la finalidad de brindar lineamientos, ideas y estrategias para capacitación. El manual tiene la forma de libro colaborativo (book sprint) lo que refleja su proceso cooperativo de redacción.
El propósito del documento es proporcionar a los lectores “orientación y recursos abiertos a profesores de ciencias y cualquier persona interesada en aumentar el nivel de transparencia y participación en la práctica e investigación y sugerir actividades de formación que se puedan adaptar a entornos distintos".

## Instrumentos normativos
Dos marcos de la Organización de las Naciones Unidas para la Educación, la Ciencia y la Cultura (UNESCO) anteceden normas para la aplicación de conceptos relacionados con la ciencia abierta: la Estrategia sobre la contribución de la UNESCO a la promoción del libre acceso a la información y la investigación científicas, aprobada por la Conferencia General en su 36.ª reunión (2011) y la Recomendación sobre la ciencia y los investigadores científicos, aprobada por la Conferencia General de la UNESCO en su 39.ª reunión (2017).
En noviembre de 2019, la UNESCO recibió el mandato de sus 193 Estados miembros de llevar a cabo un diálogo mundial sobre la ciencia abierta con el fin de definir normas y crear un instrumento normativo.
Luego de un proceso consultivo, inclusivo y participativo de dos años, en la Asamblea General de UNESCO del 23 de noviembre de 2021, los representantes de los gobiernos aprobaron la Recomendación de UNESCO sobre Ciencia Abierta. Las mismas aconseja a los Estados miembro aplicar las disposiciones para hacer efectivos, en sus respectivos territorios, los principios y acciones propuestas. El objetivo de la Recomendación es proporcionar un marco internacional para las políticas y prácticas de la ciencia abierta, reconociendo las diferencias disciplinarias y regionales.

## Política
En muchos lugares, los gobiernos financian algunas investigaciones científicas. Los científicos a menudo publican los resultados de sus investigaciones por medio de artículos y los donan para su publicación en revistas científicas, que a menudo tienen fines comerciales. Las entidades públicas como las universidades y las bibliotecas acceden a estas publicaciones a través del pago de una suscripción. Michael Eisen, uno de los fundadores de la Biblioteca Pública de la Ciencia, ha criticado este sistema: "los contribuyentes que ya pagaron por la investigación tendrían que volver pagar de nuevo para leer los resultados".
En diciembre de 2011 en Estados Unidos, los legisladores introdujeron un proyecto de ley denominado Ley de Trabajos de Investigación que obliga a que los artículos que informan sobre la investigación financiada por los contribuyentes se publiquen de forma gratuita en Internet. Darrell Issa, uno de los patrocinadores del proyecto de ley, manifestó que "la investigación financiada con fondos públicos es y debe seguir estando absolutamente a disposición del público. También debemos proteger el valor añadido a la investigación financiada con fondos públicos del sector privado y asegurar que todavía haya una comunidad de investigación sin fines de lucro activa". En respuesta a este proyecto de ley se produjeron protestas de diversos investigadores, entre ellos figura el boicot de la editorial Elsevier llamado The Cost of Knowledge.

## Principios
Siguiendo la definición de openscienceASAP, los seis principios de la ciencia abierta son, en orden alfabético:  
- acceso abierto
- código abierto
- datos abiertos
- metodologías abiertas
- recursos educativos abiertos
- revisión por pares abierta[19]

Según el Anteproyecto de recomendación de la UNESCO sobre la ciencia abierta (2020), sus principios comprenden al menos los siguientes: 
i) El acceso abierto implica generalmente que los usuarios puedan tener acceso a insumos y resultados científicos, incluidos datos, publicaciones, programas informáticos, códigos fuente y protocolos científicos, y que se puedan utilizar y reutilizar de manera abierta.
ii) Los datos abiertos hablan de la puesta en disponibilidad de la información y las bases de datos, para que puedan utilizarse y reutilizarse de manera abierta. 
iii) El código abierto/software libre y el hardware abierto: el desarrollo o la modificación de programas informáticos (software) disponibles mediante una licencia abierta, el desarrollo o modificación de objetos físicos (hardware) en donde las especificaciones de diseño se licencian en abierto.
iv) Una infraestructura abierta: el desarrollo y la puesta en disponibilidad de infraestructuras para favorecer la ciencia abierta y servir a comunidades. Principalmente, las plataformas digitales y los repositorios digitales abiertos.
v) Una evaluación abierta por pares y por la comunidad, lo cual incluye cuadernos de laboratorio abiertos.
vi) Los recursos educativos abiertos: el desarrollo o modificación de materiales de aprendizaje, enseñanza e investigación, en cualquier formato y soporte, de dominio público o que han sido publicados con una licencia abierta.
vii) La participación abierta de agentes sociales: colaboración entre científicos y ciudadanos en la etapa de recolección de datos o que buscan generar conocimiento o herramientas para la resolución de problemas concretos de la sociedad civil. Incluye prácticas de ciencia ciudadana y participativa.
viii) La apertura a la diversidad de los conocimientos: el reconocimiento de diversos sistemas de conocimiento y poseedores de saberes. Incluyen el derecho de los pueblos indígenas y las comunidades locales a gobernar y tomar decisiones sobre conocimientos tradicionales.

## Ejemplos de proyectos
- Uno de los mayores referentes en el campo de la ciencia abierta es el proyecto europeo CERN y su Gran colisionador de hadrones. Los datos obtenidos en sus trabajos se comparten con la comunidad científica para su discusión a través de la Worldwide LHC Computing Grid.[21][22]
- INaturalist
- Fold it

## Taxonomías de la ciencia abierta
Una de las primeras representaciones esquemáticas de la ciencia abierta fue desarrollada por el grupo Facilitate Open Science Training for European Research (FOSTER), a través de un proyecto financiado por la Comisión Europea, que desarrolla herramientas para apoyar la formación de un amplio abanico de interesados en la ciencia abierta y áreas relacionadas. 

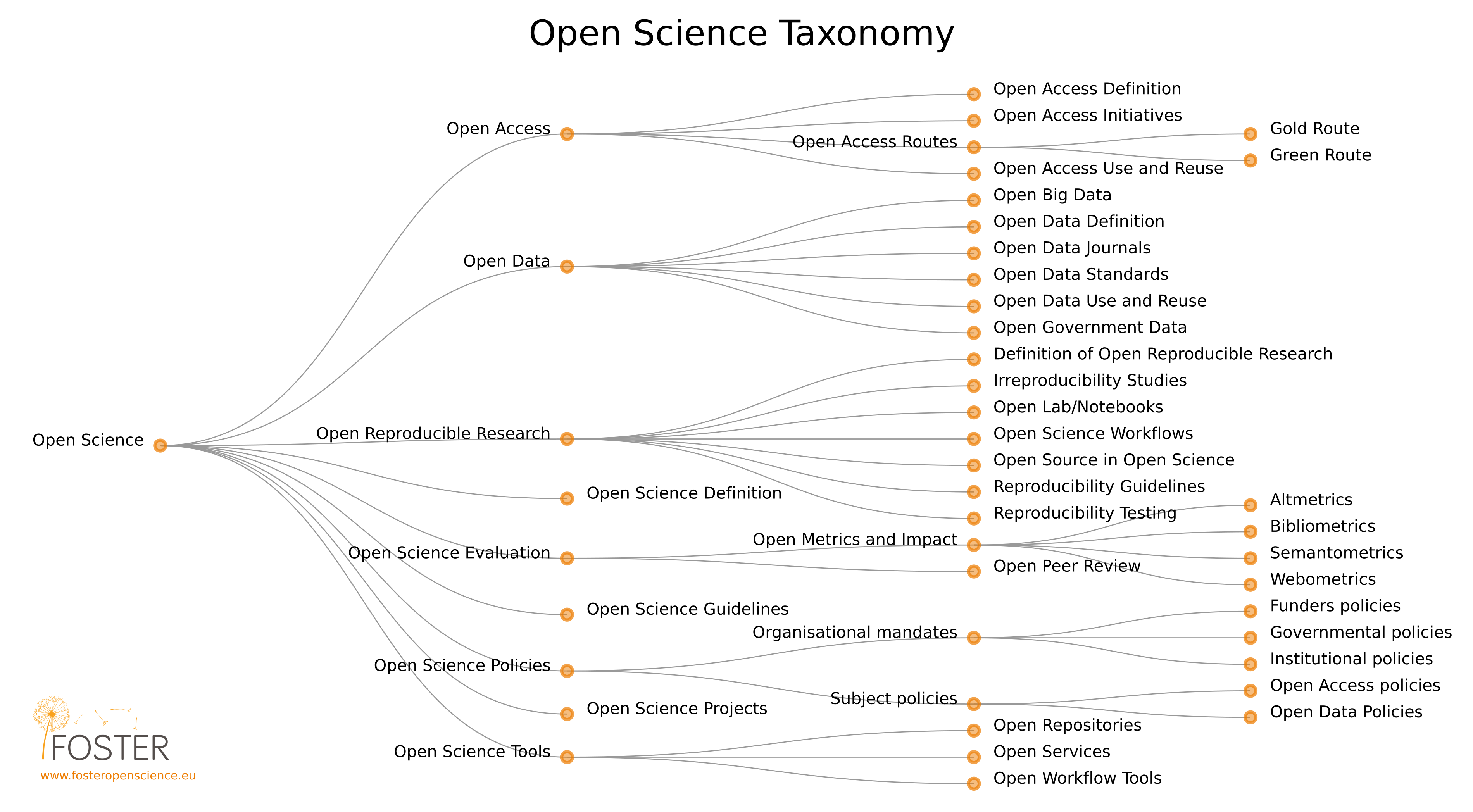
Open science taxonomy - Foster (2015)

En 2014 el proyecto FOSTER cofinanció 28 actividades de formación en ciencia abierta, que incluyeron más de 110 eventos, mientras que en 2015 el proyecto apoyó 24 eventos de formación de la comunidad en 18 países y como uno de los resultados el grupo describió un enfoque para estructurar el dominio de la ciencia abierta con fines educativos que tenía 9 facetas y 32 etiquetas El proyecto también apoyó el desarrollo de una taxonomía para la formación en ciencia abierta en 18 países.

Taxonomia da Ciência Aberta (Silveira et al, 2021)

Otro ejemplo es el marco propuesto por el australiano Baumgartner (2019), en su blog Open Science Education, compuesto por nueve facetas, con una estructura didáctica para enseñar Ciencia Abierta, abarcando desde la motivación por la ciencia abierta hasta los desafíos y barreras para su implementación.
La taxonomía de FOSTER inspiró otras versiones como la propuesta desarrollada desde la perspectiva de expertos brasileños que buscaban contextualizar la ciencia abierta y en el esfuerzo de representación implicó la traducción y ampliación de la taxonomía contando con investigadores especializados en el tema. El resultado de esta investigación presenta la propuesta de incorporar nuevos términos a la presentada por el grupo FOSTER, componiendo una taxonomía con 11 facetas y 82 etiquetas.

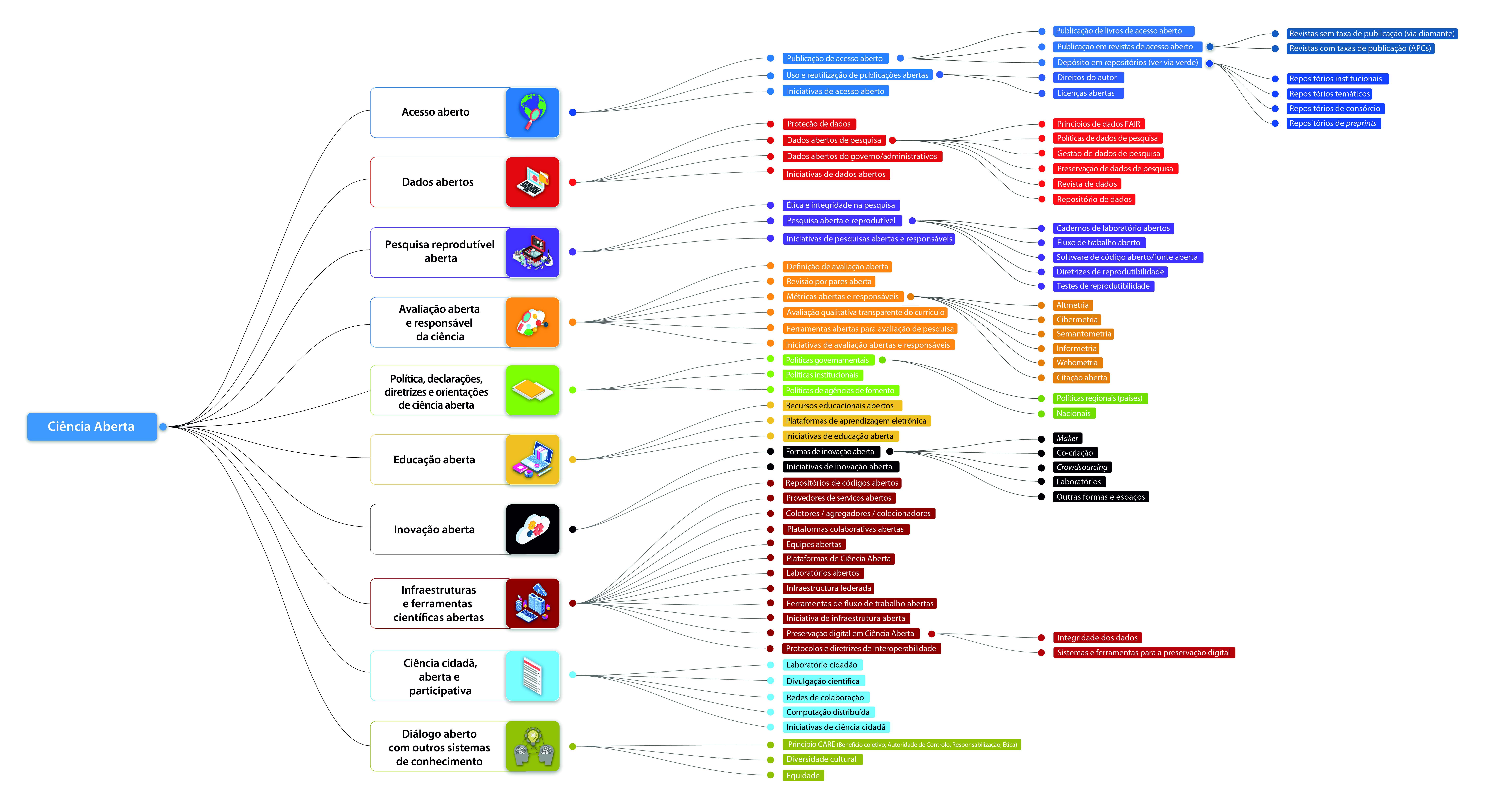
Taxonomía de la ciencia abierta: revisada y ampliada (Silveira et al, 2023)

Más recientemente, el mismo grupo, esta vez junto a otros investigadores Iberoamericanos, propuso revisar las terminologías y aplicaciones de la taxonomía de la ciencia abierta para construir una versión más completa que represente el conocimiento en torno al tema, en línea con el escenario actual de la comunicación científica y las recomendaciones de UNESCO. La taxonomía resultante de este proceso de revisión tiene 10 facetas de nivel principal y 96 etiquetas en total. La percepción de los expertos puso de manifiesto un panorama congruente con las recomendaciones de la Unesco y el panorama actual de la ciencia abierta.